# Mirosława Nyckowska
Mirosława Nyckowska (* 14. dubna 1954 Włocławek) je polská divadelní a dabingová herečka vystupující také před kamerou. V roce 1977 absolvovala Akademii dramatických umění ve Varšavě.

## Filmografie
- 2008: Pitbull – Žena v davu (epizoda 19)
- 2007: Dwie strony medalu – majitelka parfumerie
- 2004–2006: Pensjonat pod Różą –
  - Romana Lichoń
  - majitelka prostor, které si Jasiek Gora pronajal pro obchod se starožitnostmi (epizoda 9)
- 2003–2004: Rodzinka – Grazyna, Jurkova zubní asistentka
- 2003–2005: Czego się boją faceci, czyli seks w mniejszym mieście – paní Zofia, úřednice matričního úřadu
- 2002–2008: Samo życie – Bożena Puchalska, hospodyně v domě Marty Ignis a rodiny Majewských
- 2000: M jak miłość – zákaznice půjčovny Zduńska
- 2000: Plebania –
  - paní Ruta, farnice z Honiatycze
  - prodavačka Jola
  - vedoucí domova důchodců Stará Visla
- 2000: 13 posterunek
- 1999–2008: Na dobre i na złe – zaměstnankyně zdravotního střediska v Łukowě'
- 1997: Klan –
  - Sobieska, zákaznice lékárny Lubicz, známá Elżbiety Chojnické
- 1987: Weryfikacja
- 1986: Tulipan
- 1985: Kim jest ten człowiek – sousedka

## Polský dabing
- 2022: Král Tweety – král kanárků Tweety
- 2010: V jako Victoria – babička
- 2010: The Amazing Spiez!
- 2009: Fanboy & Chum Chum – Ozova matka
- 2008: The Tale of Despereaux
- 2007: Out of Jimmy's Head – Edna (epizoda 19)
- 2007: Urban Vermin – matka (epizoda 15)
- 2003: Medvědí bratři –
  - starý medvěd
  - husa 1
  - Plemię
  - přítelkyně 1
  - vdova
- 2002–2008: Cyberchase
- 1999–2001: Batman Beyond
- 1999: Animaniacs: Wakko's Wish – Veverka Kecka (Slappy Squirell)
- 1998: Pirát divoký Jack –
  - jedna ze tří čarodějnic (epizoda 1)
  - Jackova vysněná dívka (epizoda 2)
  - servírka (epizoda 3)
- 1997: Princess Sissi
- 1996–1997: The Incredible Hulk – obří žena (epizody 8, 15, 18)
- 1995: Dragon Ball Z
- 1993–1998: Animáci (Animaniacs) – Veverka Kecka (Slappy Squirell)
- 1992–1997: X-Men –
  - Lorna Dane (epizody 35, 64)
  - Emma Frost (epizody 38–39)
  - Amelia Voght
  - Psylocke (epizody 51–53)
- 1990–1994: Drobečkové
- 1990–1993: Looney Tunes –
  - Tweety (počáteční úseky)
  - babička (počáteční úseky)
- 1985: Scooby-Doo a 13 duchů
- 1983–1986: Inspector Gadget
- 1983–1985: The Littles
- 1972: Pinocchio
- 1960–1966: Flintstoneovi